# Catalantal
Catalantalen, vilka utgör en talföljd som börjar
C0, C1, C2, C3, C4,... = 1, 1, 2, 5, 14, 42, 132, 429, 1430, 4862, 16796, 58786, 208012, 742900, 2674440, 9694845, 35357670, 129644790, 477638700, 1767263190, 6564120420, 24466267020, 91482563640, 343059613650, 1289904147324 …
Följden är uppkallad efter den belgiska matematikern Eugène Charles Catalan (1814–1894). Catalantalen har visats ange antalen för en mycket stor uppsättning olika kombinatoriskt intressanta familjer av mängder.

## Egenskaper
Algebraiskt kan catalantalen definieras genom
{\displaystyle C_{n}={\frac {1}{(n+1)}}\;{2n \choose n}={\frac {(2n)!}{(n+1)!\,n!}}\,} (där ! står för fakultetsfunktionen och {\displaystyle {2n \choose n}\,} är en binomialkoefficient).
Catalantalen kan också beskrivas rekursivt:
{\displaystyle C_{0}=1~~C_{n+1}=\sum _{i=0}^{n}C_{i}C_{n-i}}
eller:
{\displaystyle C_{0}=1~~C_{n+1}={\frac {2(2n+1)}{n+2}}C_{n}.}

## Tillämpningar
I. {\displaystyle C_{n}} är antalet monotona vägar genom ett n × n-rutnät av kvadrater som inte går ovanför diagonalen i rutnätet. En monoton väg är en väg som börjar i nedre vänstra hörnet och rör sig upp till övre högra hörnet, genom att i varje steg antingen röra sig uppåt eller åt höger.
II. {\displaystyle C_{n}} är antalet sätt en konvex polygon med {\displaystyle n+2} sidor kan delas in i trianglar genom att dra linjer mellan hörn.
III. Det antal permutationer av talen: 1,2.....n, som kan åstadkommas med hjälp av en stack är lika med {\displaystyle C_{n}}.
Med beteckningarna S, för att stacka ett tal och X, för exit av talet, får man om n = 3 en permutation med exempelvis exekveringssträngen: SXSSXX. Antalet sådana strängar är {\displaystyle {6 \choose 3}=20}. Vissa av dessa strängar är otillåtna, exempelvis SXSXXS; Om stacken är tom kan operationen X inte utföras. Om man fram till och med den position i strängen, där antalet X överskrider antalet S, substituerar S och X mot varandra, får man här sekvensen: XSXSSS, som således innehåller 4 stycken S och 2 stycken X. Generellt fås n + 1 stycken S och n - 1 stycken X. Antalet otillåtna strängar blir då {\displaystyle {6 \choose 2}=15}. Alltså är antalet tillåtna sekvenser {\displaystyle 20-15=5=C_{3}}.
Generellt får man således att {\displaystyle C_{n}={2n \choose n}-{2n \choose {n-1}}}.